# Campioni italiani assoluti di atletica leggera - Salto in lungo da fermo femminile
Questa pagina raccoglie un elenco di tutte le campionesse italiane dell'atletica leggera nel salto in lungo da fermo, specialità che fece parte del programma dei campionati solo in tre edizioni: 1926, 1930 e 1931.

## Albo d'oro
| Anno      | Atleta (società)      | Prestazione           |
| --------- | --------------------- | --------------------- |
| 1926      | Vittorina Vivenza ?   | 2,21 m                |
| 1927/1929 | Gara non in programma | Gara non in programma |
| 1930      | Vittorina Vivenza ?   | 2,33 m                |
| 1931      | Bruna Bertolini ?     | 2,30 m                |